# Escolástica de Champaña
Escolástica de Champaña (1172–1219) fue la hija menor de María de Francia y del conde Enrique I de Champaña, siendo por lo tanto nieta del rey Luis VII de Francia y la célebre duquesa Leonor de Aquitania, y sobrina nieta de Ricardo Corazón de León y Juan sin tierra.

## Matrimonio y descendencia
Se casó con Guillermo IV, conde de Mâcon (m. 1224), aproximadamente en 1183. La canción de gesta Girart de Vienne, compuesta por un champenois, pudo haber sido escrita con motivo de este matrimonio, ya que Guillermo conservó el título de conde de Vienne al igual que su padre Girart o Géraud, conde de Vienne y Mâcon. Como dote, aportó tierras e ingresos de las ferias de Bar-sur-Aube. La pareja tuvo cuatro hijos:
- Gerardo II (m. 1224), sucedió a su padre como conde, se casó en 1220 con Guigone de Forez (m. 1240). Su hija Alix (m. 1260) heredó el gobierno de Mâcon tras la muerte de Guillermo IV y Gerardo II en 1224 sin descendencia masculina. Será la última condesa de Mâcon y la última condesa de Vienne.
- Enrique (m. 1233), señor de Montmorot.
- Guillermo (fallecido en 1233), canónigo de Besanzón; abandonó las órdenes para casarse con Inés de Ferrette.
- Beatriz se casó en 1219 con Hugo, señor de Antigny (1200– c. 1243).

## Muerte
Escolástica falleció en 1219 y fue enterrada en la Abadía de Nuestra Señora del Espejo en Le Miroir, Borgoña. Le legó a la abadía una renta perpetua a partir de los ingresos que percibiera de las ferias de Bar-sur-Aube.